# Patricia Heaton
Patricia Helen Heaton (Bay Village, 4 marzo 1958) è un'attrice, comica e produttrice cinematografica statunitense.

## Biografia
Figlia dell'autore Chuck Heaton e Patricia Hurd. Quando aveva 12 anni, sua madre morì di aneurisma cerebrale.
Nota soprattutto per aver interpretato Debra Barone nella sit-com statunitense della CBS Tutti amano Raymond e Frankie Heck nella sit-com The Middle. Ha vinto tre Emmy Award.

## Vita privata
Di fede cattolica, è sposata dal 1990 con l'attore e regista David Hunt.

## Filmografia parziale

### Cinema
- Avventure di un uomo invisibile (Memoirs of an Invisible Man), regia di John Carpenter (1992)
- Beethoven, regia di Brian Levant (1992)
- New Age - Nuove tendenze (The New Age), regia di Michael Tolkin (1994)
- Space Jam, regia di Joe Pytka (1996)
- Mamma che notte! (Mom's Night Out), regia di Andrew Erwin e Jon Erwin (2014)
- Il bambino di cristallo (The Unbreakable Boy), regia di Jon Stewart (2025)
- L'esorcismo di Emma Schmidt - The Ritual (The Ritual), regia di David Midell (2025)

### Televisione
- Alien Nation - serie TV, 1 episodio (1989)
- Matlock - serie TV, 1 episodio (1990)
- Un amore violento (Shattered Dreams) -  film TV (1990)
- In famiglia e con gli amici (Thirtysomething) - serie TV, 6 episodi (1989-1991)
- Room for Two - serie TV, 26 episodi (1992-1993)
- Someone Like Me - serie TV, 5 episodi (1994)
- Women of the House - serie TV, 12 episodi (1995)
- Tutti amano Raymond (Everybody Loves Raymond) - serie TV, 210 episodi (1996-2006)
- Cinque in famiglia (Party of Five) - serie TV, 2 episodi (1996)
- Miracle in the Woods - film TV (1997)
- The King of Queens - serie TV, 1 episodio (1999)
- Una città senza Natale (A Town Without Christmas) - film TV (2001)
- La scelta di Paula (The Goodbye Girl) -  film TV (2004)
- The Engagement Ring - film TV (2005)
- 11 settembre - Tragedia annunciata (The Path to 9/11), regia di David L. Cunningham - miniserie TV (2006)
- Back to You - serie TV, 12 episodi (2007-2008)
- The Middle - serie TV, 215 episodi (2009-2018)
- Easy to Assemble - serie TV, 4 episodi (2011-2012)
- Carol’s Second Act - serie TV (2019-in corso)

### Produttrice
- The Bituminous Coal Queens of Pennsylvania, regia di David Hunt e Jody Eldred - documentario (2005)
- The Engagement Ring  - film TV (2005)

## Doppiatrici italiane
Nelle versioni in italiano delle opere in cui ha recitato, Patricia Heaton è stata doppiata da:
- Isabella Pasanisi in Avventure di un uomo invisibile, Mending the Line
- Laura Boccanera in La scelta di Paula, Genitori in diretta
- Emanuela Rossi in Tutti amano Raymond, 11 Settembre - tragedia annunciata
- Roberta Greganti in The Middle
- Cinzia De Carolis ne Il bambino di cristallo
- Franca D'Amato ne L'esorcismo di Emma Schmidt - The Ritual

## Premi e riconoscimenti
- Primetime Emmy Awards
  - 2000 - Migliore attrice protagonista in una serie commedia - Tutti amano Raymond (Everybody Loves Raymond)
  - 2001 - Migliore attrice protagonista in una serie commedia - Tutti amano Raymond (Everybody Loves Raymond)